# Medalha de Sofrimentos pela Pátria
A Medalha do Sofrimento pela Pátria (em castelhano:  Medalla de Sufrimiento por la Patria) foi uma condecoração espanhola criada para recompensar membros do Exército Espanhol e de outras nações aliadas que foram feridos em combate.

## História
Foi criada por Fernando VII em 6 de novembro de 1814 para os militares que, sendo prisioneiros na França, foram maltratados por sua lealdade ao rei e sofreram a afronta de serem levados com uma corrente no pescoço. Todas as alterações de desenho subsequentes são feitas apenas na fita ou nos acessórios colocados na fita, como cruzes pretas para aqueles mortos em combate. Se ainda fosse agraciada, seria uma das medalhas mais antigas do mundo.
Por Ordem Real de 26 de junho de 1815, também foi concedido a civis e, por lei de 29 de junho de 1918, foi estendido aos feridos, contusos e prisioneiros. O Decreto Real de 10 de março de 1920, a medalha por lesões será sempre aposentada, e o desenho foi alterado. Desenho será alterado novamente pelo Decreto Real de 14 de abril de 1926, e mais uma vez pelo Decreto Real de 14 de abril de 1926.
Por Ordem Circular Real de 2 de agosto de 1927, as famílias dos mortos em combate recebem uma versão com uma cruz preta na fita. O Decreto de 15 de março de 1940 altera o desenho e acrescenta prisão ou homicídio na "zona vermelha". Pelo Decreto de 11 de março de 1941 (Diário Oficial nº 59), as classes foram modificadas e o desenho foi alterado. O Decreto 2422/1975, de 23 de agosto, acrescenta categorias e altera o desenho; o qual foi revogado em 19 de julho de 1989, pela lei 17/1989 e, em 2003, o decreto de 1975 foi revogado pelo Real Decreto 1040/2003.

### Características
A medalha é feita de ouro e esmalte. No anverso há louros, uma corrente e um castelo, símbolo de força, com a inscrição "Sufrimiento por la Patria" (Sofrimento pela Pátria). O reverso é liso.

## Classes
- Ferido pelo fogo inimigo: Fita amarela com listras verdes e cruz vermelha. A repetição da condecoração significa adicionar uma nova cruz.
- Ferido por qualquer outra causa: Fita amarela.
- Prisioneiros de guerra: Fita laranja. Esta foi a razão da criação da medalha em 1814.
- Familiares de falecidos em campanha: Fita negra.
- Prisioneiros em zona vermelha: Fita azul.
- Estrangeiros: Com as mesmas cores das anteriores, mas acrescentando as cores nacionais no centro.

Por Regulamento de 23 de agosto de 1975 (Diário Oficial n.º 251) a distribuição anterior foi modificada nos seguintes termos:
- Feridos em tempo de paz: Fita verde, de nova criação.
- Prisioneiros em zona vermelha: Torna-se obsoleta.
- Estrangeiros: Não distinguir-se-á dos nacionais.